# 義興芮氏
義興芮氏（ウィフンネし、ぎこうぜいし、朝鮮語: 의흥예씨）は、朝鮮の氏族の一つ。本貫は大邱広域市軍威郡である。2015年の調査では12,802人。
始祖は、中国から渡来した芮楽全。渡来時期は不明。